# W Orient Expressie bez zmian
W Orient Expressie bez zmian (ang. All Quiet on the Orient Express) – powieść brytyjskiego pisarza Magnusa Millsa z 1999. Polskie tłumaczenie tej książki ukazało się w 2003 (tłumaczem był Paweł Laskowicz).

## Treść
Książka traktuje o zagadnieniu wtapiania obcych przez lokalną, wiejską społeczność. Akcja rozgrywa się na angielskiej prowincji. Główny bohater nie opuszcza kempingu po zakończeniu sezonu turystycznego. W planach ma pozostać tam jeszcze kilka dni i przygotować się do wyprawy do Indii. Zamiast tego zaprzyjaźnia się z panem Parkerem – właścicielem kempingu i zaczyna wykonywać dla niego drobne prace gospodarcze, w zamian otrzymując wyżywienie i mieszkanie. Z czasem poznaje innych przedstawicieli lokalnej społeczności, m.in. panów Deakina i Pickthalla. Coraz więcej czasu spędza w miejscowym pubie Juczny Koń. W miarę upływu czasu znaczenie głównego bohatera rośnie, zaczyna wykonywać coraz ważniejsze czynności, a w końcu zostaje obwoźnym sprzedawcą mleka, ku radości sąsiadów. 
Powieść opisuje proces wrastania w lokalną społeczność z charakterystycznym dla Millsa groteskowym, miejscami czarnym, humorem. Nie brak tu elementów makabry, ale sformułowanej w sposób lakoniczny i zwyczajny.